# Hyloscirtus albopunctulatus
Hyloscirtus albopunctulatus és una espècie de granota que viu a Colòmbia, l'Equador, Perú i, possiblement també, al Brasil.
Està amenaçada d'extinció per la pèrdua del seu hàbitat natural.